# Bronzesultanshuhn
Das Bronzesultanshuhn (Porphyrio alleni, früher auch Porphyrula alleni), auch Afrikanisches Sultanshuhn genannt, ist eine afrikanische Vogelart aus der Familie der Rallenvögel. In der Westpaläarktis ist es ein sehr seltener Irrgast.

## Beschreibung
Das Bronzesultanshuhn erreicht mit 22 bis 26 Zentimeter etwa die Körpergröße einer Wasserralle. Männchen wiegen durchschnittlich 154 und Weibchen 125 Gramm. Die Flügelspannweite beträgt 48 bis 52 Zentimeter.
Das Bronzesultanshuhn hat einen kurzen, roten Schnabel und einen grünlichen Rücken, der weinrötlich überwaschen ist. Die Beine sind rot mit langen Zehen. Der Schwanz ist kurz und weiß und weist auf der Unterseite eine dunkle Querbinde auf. Männchen haben während der Fortpflanzungszeit eine blaue Stirnplatte. Bei Weibchen ist diese grün. Noch nicht geschlechtsreife Bronzesultanshühner sind sandfarben mit etwas dunkleren Unterschwanzdecken. Die Dunenküken sind schwärzlich.

## Verbreitung, Lebensraum und Lebensweise
Das Bronzesultanshuhn ist ein Brutvogel Afrikas. Es kommt südlich der Sahara vor und fehlt lediglich im ariden Südwesten Afrikas. Es besiedelt außerdem Madagaskar, die Komoren und Mauritius. Sein Lebensraum sind tropische Niederungs- und Feuchtgebiete. An permanenten Gewässern ist das Bronzesultanshuhn ein Standvogel. Dort, wo der Gewässerbestand saisonal schwankt, wandert die Ralle unregelmäßig und dringt während dieser Streifzüge auch bis Nordafrika und Westeuropa vor. Das Bronzesultanshuhn lebt überwiegend von pflanzlicher Nahrung.

## Namensgebung
Die Erstbeschreibung des Bronzesultanshuhns erfolgte 1842 durch Thomas Richard Heywood Thomson unter dem wissenschaftlichen Namen Porphyrio Alleni. Das Typusexemplar wurde bei Idah gesammelt.  Bereits 1760 führte Mathurin-Jacques Brisson die Gattung Porphyrio ein. Das Wort leitet sich vom griechischen πορφυριον porphyrion für »Sumpfhenne, Sumpfhuhn« ab. Den Artname widmete Thomson dem Konteradmiral William Allen (1792–1864), mit dem er 1841 am Niger unter Führung von Kapitän Henry Dundas Trotter (1802–1859) unterwegs war.

## Belege

### Einzelbelege
1. ↑   Bauer et al., S. 402
2. ↑   Bauer et al., S. 402
3. ↑  Thomas Richard Heywood Thomson (1842), S. 204
4. ↑  Mathurin-Jacques Brisson (1760), Band 1, S. 48 & Band 5, S. 522
5. ↑  Porphyrio The Key to Scientific Names Edited by James A. Jobling
6. ↑  William Allen u. a. (1848), Band 1 & 2